# Basananthe hanningtoniana
Basananthe hanningtoniana är en passionsblomsväxtart som först beskrevs av Maxwell Tylden Masters, och fick sitt nu gällande namn av De Wilde. Basananthe hanningtoniana ingår i släktet Basananthe och familjen passionsblomsväxter. Inga underarter finns listade i Catalogue of Life.